# Kap Verdes premierministre
Liste over Kap Verdes premierministre:
| Navn                                                      | Periode                           | Parti |
| --------------------------------------------------------- | --------------------------------- | ----- |
| Pedro Pires                                               | 8. juli 1975 – 4. april 1991      | PAICV |
| Carlos Alberto Wahnon de Carvarlho Veiga                  | 4. april 1991 – 5. oktober 2000   | MpD   |
| Gualberto do Rosário fungerende premierminister for Veiga | 29. juli 2000 – 5. oktober 2000   | MpD   |
| Gualberto do Rosário                                      | 5. oktober 2000 – 1. februar 2001 | MpD   |
| José Maria Neves                                          | 1. februar 2001 – 22. april 2016  | PAICV |
| Ulisses Correia e Silva                                   | 22. april 2016 –                  | MpD   |